# Маттіас Браунедер
Маттіас Браунедер (нім. Matthias Braunöder, нар. 27 березня 2002, Айзенштадт, Австрія) — австрійський футболіст, півзахисник італійського клубу «Комо».

## Ігрова кар'єра

### Клубна
Маттіас Браунедер є вихованцем столичної «Аустрії», де він почав займатися в клубній академії у 2011 році.
У 2019 році футболіст підписав з клубом професійний контракт і почав виступи за другу клубну команду у Другому дивізіоні. Першу гру в основі Браунедер провів 26 січня 2021 року у матчі чемпіонату Австрії. У травні 2022 року Маттіаса було визнано кращим новачком австрійської Бундесліги.
В січні 2024 року Браунедер на правах оренди до кінця сезону перейшов до італійського клубу «Комо». З опцією викупу контракту гравця.

### Збірна
З 2017 року Маттіас Браунедер захищав кольори юнацьких збірних Австрії. У складі юнацької збірної Австрії (U-17) брав участь у юнацькому чемпіонаті Європи у 2019 році, що проходив на полях Ірландії. На турнірі Браунедер був капітаном команди.